# Glee: The Music, Volume 5
Glee: The Music, Volume 5 è un album di colonna sonora pubblicato dal cast della serie TV musicale statunitense Glee.

## Descrizione
Il disco, uscito nel marzo 2011, contiene cover tratte da episodi della seconda stagione, con l'aggiunta di due canzoni originali: Get It Right, composta segnatamente per Lea Michele, e Loser like Me, cantata in gruppo.

## Tracce
Accanto ai titoli sono riportati gli interpreti originali.
1. Michael Jackson / Yeah Yeah Yeahs – Thriller / Heads Will Roll – 3:36
2. Lady Antebellum – Need You Now – 3:37
3. The Zombies – She's Not There – 2:28
4. Queen – Fat Bottomed Girls – 4:12
5. Michael Jackson – P.Y.T. (Pretty Young Thing) – 3:56
6. Katy Perry – Firework – 3:47
7. Justin Bieber feat. Ludacris – Baby – 3:35
8. Justin Bieber – Somebody to Love – 3:10
9. dal musical Rent – Take Me or Leave Me – 3:11
10. My Chemical Romance – Sing – 4:03
11. The Human League – Don't You Want Me – 3:33
12. Gary Glitter, qui nella versione di Joan Jett – Do You Wanna Touch Me (Oh Yeah) (feat. Gwyneth Paltrow) – 3:36
13. Prince & The Revolution – Kiss (feat. Gwyneth Paltrow) – 3:37
14. Fleetwood Mac, qui nella versione delle Dixie Chicks – Landslide (feat. Gwyneth Paltrow) – 3:46
15. brano originale – Get It Right – 3:47
16. brano originale – Loser like Me – 3:19

## Formazione
- Dianna Agron
- Nikki Anders
- Kala Balch
- Ravaughn Brown
- Chris Colfer
- Kamari Copeland
- Darren Criss
- Missi Hale
- Jon Hall
- Storm Lee
- David Loucks
- Jane Lynch
- Chris Mann
- Jayma Mays
- Kevin McHale
- Lea Michele
- Cory Monteith
- Heather Morris
- Matthew Morrison
- Chord Overstreet
- Amber Riley
- Naya Rivera
- Drew Ryan Scott
- Onitsha Shaw
- Jenna Ushkowitz
- Windy Wagner